# Avianca Honduras
Avianca Honduras, anteriormente Isleña Airlines, é uma companhia aérea de Honduras, foi fundada em 1981 por Arturo Alvarado Wood. Atualmente, faz parte da Avianca Holdings.
Opera voos regulares para Honduras e Guatemala, e voos ocasionais para Miami e para as Ilhas Cayman, seu principal centro de operação é o Aeroporto Internacional Golosón em La Ceiba.
Em 1981, fez apenas voos entre o Aeroporto Internacional Golosón e o Aeroporto Internacional Juan Manuel Gálvez em Roatán, uma ilha no Golfo de Honduras.

## Frota
A frota da Avianca Honduras é composta de:
- 2 ATR 42-300
- 2 ATR 42-320